# Sixten Stenudd
Sixten Gustav Niklas Stenudd, född 13 juli 1910 i Töre socken i Norrbottens län, död 11 september 1993 i Strömstad, var en svensk företagsledare.
Stenudd avslutade yrkesteknisk utbildning vid LKAB 1928, slöjdseminarium 1929, teknisk fackskola i Stockholm 1932, erhöll kompetens som besiktningsman för motorfordon 1939 och pedagogisk utbildning 1946. 
Stenudd blev verkstadschef vid Stjärnsunds bruk 1934, anställdes vid AB Svenska maskinverken i Söderhamn 1936 och var lärare och rektor för Söderhamns yrkesskola 1941-49. Han blev verkställande direktör för Företagareföreningen för Göteborgs och Bohus län i Uddevalla 1950 och för Västsvenska försäljnings- och konsult AB 1960. 
Stenudd var ordförande för brandstyrelsen och ledamot av polisnämnden i Söderhamn, revisor för Gävleborgs läns landstings centrala verkstadsskola i Sandarne, ledamot av Hemvärnets förtroendenämnd 1936-50 samt sektorschef i länsstyrelsens krigsorganisation. Han var huvudombud för Städernas allmänna brandstodsbolag i Söderhamn 1942-50, sekreterare i Företagareföreningens förtroenderåd 1952-57 och ledamot av 1960 års företagskreditutredning. 
Stenudd var tillsammans med Sven Schånberg redaktör för En bok om Bohuslän (1963).
Sixten Stenudd utnämndes den 6 juni 1969 till riddare av Kungliga Vasaorden, första klassen.